# Gary (rapper)
Đây là một tên người Triều Tiên, họ là Kang.
Kang Hee-gun (Hangul: 강희건, Hanja: 姜熙建/Khương Hi Kiến; sinh ngày 24/2/1977), thường được biết đến với nghệ danh Gary (Tiếng Hàn: 개리, đôi lúc đọc là Garie) là một rapper, nhạc sĩ, giám đốc thu âm, vũ công, nghệ sĩ giải trí người Hàn Quốc. Gary là thành viên của ban nhạc song ca hip-hop Leessang.
Gary từng là thành viên chính thức của chương trình tạp kĩ Running Man từ tập 1. Đến cuối tháng 10 năm 2016 Gary tuyên bố rời khỏi Running Man để tập trung vào sự nghiệp âm nhạc. Ngày 31/10/2016 là ngày chia tay và ghi hình cuối cùng của anh với tư cách một thành viên Running man.
Vào ngày 5 tháng 4 năm 2017, Gary tiết lộ trên tài khoản truyền thông xã hội rằng anh đã kết hôn với một phụ nữ ngoài ngành giải trí.
Ngày 17 tháng 11 năm 2017, Gary đã chính thức thông báo với fan rằng anh đã có con khi đã đăng hình ảnh đôi chân của một em bé mới sinh lên Weibo cá nhân.

## Tiểu sử

### Những năm đầu
Gary sinh ngày 24/2/1977. Biệt danh của anh ở trường trung học là Gae (trong tiếng Hàn là "chó"), và được anh lấy làm nghệ danh, sau khi phân vân giữa Gaemi (kiến con) và Gary. Lúc đầu, anh có hứng thú với nhảy hơn là rap.
Gary học Đại học Yong In và được đào tạo thành vệ sĩ. Anh là võ sĩ quyền anh nghiệp dư được 10 năm và đeo đai 8 đẳng trong võ thuật.

### Sự nghiệp âm nhạc
Năm 1997, Gary tham gia X-teen, gặp Gil, 1 thành viên trong đó và cùng phát hành 2 album năm 1998 và 2000. Lúc đó, Gary nói họ không nổi bật về ngoại hình cũng như âm nhạc của họ không thực sự tốt, điều đó khiến họ rời nhóm. Gary và Gil cuối cùng tham gia nhóm “honey family” và phát hành 2 album năm 1999 và 2000. Gary chịu trách nhiệm làm nhóm tan rã, nói rằng anh "bắt đầu cảm thấy nổi tiếng". Gary, Gil và Diggity quyết định thành lập nhóm “Leessam Trio” (“sam” nghĩa là tam trong tiếng hàn). Họ phát hành album tên “2000 Korea” năm 2000. Khi Diggity rời nhóm, Gary và Gil đổi tên thành LeeSsang.
Năm 2011,Chỉ vài ngày sau khi ra mắt, album vol.7 AsuRA BalBalTa của bộ đôi hiphop Leessang đã nhanh chóng “hạ gục nhanh, tiêu diệt gọn” vô số bảng xếp hạng âm nhạc
Tháng 1/2014, Kang xuất bản album mini của mình, Mr.Gae. Bài “Shower Later” của anh đã liên tiếp đứng đầu tám bảng xếp hạng âm nhạc!

### Các hoạt động khác
Năm 2010, Gary tham gia chương trình thực tế Running Man và là một phần của Monday Couple trong chương trình. Anh cũng đóng vai khách mời trong phim Wonderful Radio và Emergency Couple (tháng 2/2014).
Ngày 25 tháng 10 năm 2016, các trang thông tin xác nhận Gary sẽ rời Running Man để tập trung vào các hoạt động âm nhạc. SBS đã xác nhận ngày 31/10 sẽ là tập cuối cùng của Gary.

## Phim ảnh
| Năm  | Phim             | Vai diễn  |
| ---- | ---------------- | --------- |
| 2005 | April Snow       | Khách mời |
| 2008 | Dachimawa Lee    | Khách mời |
| 2012 | Wonderful Radio  | Khách mời |
| 2014 | Emergency Couple | Khách mời |

## Âm nhạc

### Album
- Mr. Gae (2014)
- Gary 2002 D-7 (2015)

### Bài hát
- "Your Scent" (사람냄새) với Jung-in (27/5/ 2014)
- "Bicycle " (자전거

```
với Jung-in (01 /9/ 2014)
```

- "Lonely night"

với Geako

## Chương trình truyền hình
| Năm       | Chương trình         | Vai trò    | Đài  | Ghi chú                                            |
| --------- | -------------------- | ---------- | ---- | -------------------------------------------------- |
| 2010-2016 | Running Man          | Chính mình | SBS  | Tập 1 - 324                                        |
| 2011      | Strong Heart         | Chính mình | SBS  | Tập 98 & 99                                        |
| 2013      | Entertainment Weekly | Chính mình | KBS2 | Khách mời cùng Kim Yerim                           |
| 2013      | Entertainment Weekly | Chính mình | KBS2 | Khách mời cùng G-Dragon, Yeo Jingoo, Shin Seunghun |

## Giải thưởng và đề cử
| Năm  | Lễ trao giải                   | Hạng mục                                               | Tác phẩm đề cử                                | Kết quả   |              |
| ---- | ------------------------------ | ------------------------------------------------------ | --------------------------------------------- | --------- | ------------ |
| 2002 | MNET Music Video Festival      | Nghệ sĩ Hip-Hop của năm                                | Leessang                                      | Đoạt giải |              |
| 2003 | MNET Music Video Festival      | Nghệ sĩ Hip-Hop của năm                                | Leessang                                      | Đề cử     |              |
| 2005 | Korean Music Awards            | Bài hát Hip-Hop của năm                                | Leessang                                      | Đề cử     |              |
| 2007 | MNET/KM Music Awards           | Bài hát Hip-Hop của năm                                | Leessang                                      | Đề cử     |              |
| 2007 | MNET/KM Music Awards           | MV của năm                                             | Leessang                                      | Đề cử     |              |
| 2007 | MNET/KM Music Awards           | Bài hát của năm                                        | Leessang                                      | Đề cử     |              |
| 2007 | Cyworld Digital Music Awards   | Bài hát của tháng                                      | Leessang                                      | Đoạt giải |              |
| 2009 | Cyworld Digital Music Awards   | Sự kết hợp xuất sắc nhất năm                           | Leessang                                      | Đoạt giải |              |
| 2009 | MIAK Golden Disc Awards        | Nghệ sĩ Hip-Hop của năm                                | Leessang                                      | Đề cử     |              |
| 2009 | MIAK Golden Disc Awards        | Album của năm                                          | Leessang                                      | Đề cử     |              |
| 2009 | MNET Asian Music Awards        | MV của năm                                             | Leessang                                      | Đề cử     |              |
| 2009 | MNET Asian Music Awards        | Nghệ sĩ Hip-Hop của năm                                | Leessang                                      | Đoạt giải |              |
| 2010 | 4th SBS Entertainment Award    | Ngôi sao thực tế mới                                   | Running Man                                   | Đoạt giải |              |
| 2010 | Cyworld Digital Music Awards   | Bonsang                                                | Leessang                                      | Đoạt giải |              |
| 2010 | Cyworld Digital Music Awards   | Sự kết hợp xuất sắc nhất năm                           | Leessang                                      | Đoạt giải |              |
| 2011 | Melon Music Awards             | Top 10 nghệ sĩ                                         | Leessang                                      | Đoạt giải |              |
| 2011 | MNET Asian Music Awards        | Trình diễn Rap xuất sắc nhất                           | Leessang                                      | Đoạt giải |              |
| 2012 | 5th SBS Entertainment Award    | Excellence Award in Variety                            | Running Man                                   | Đoạt giải |              |
| 2013 | NATE Awards                    | Cặp đôi đẹp nhất (với Song Ji-hyo)                     | Running Man                                   | Đoạt giải |              |
| 2013 | 7th SBS Entertainment Awards   | Giải Khán giả bình chọn với các thành viên Running Man | Running Man                                   | Đoạt giải |              |
| 2013 | 7th SBS Entertainment Awards   | Cặp đôi đẹp nhất với Song Ji-hyo                       | Running Man                                   | Đề cử     |              |
| 2014 | MNET Asian Music Awards        | Trình diễn Rap xuất sắc nhất                           | "Shower Later"                                | Đề cử     |              |
| 2014 | MNET Asian Music Awards        | Sự kết hợp xuất sắc với Jungin                         | "Your Scent"                                  | Đề cử     |              |
| 2014 | Singapore Entertainment Awards | OMY Hot Star cùng Song Ji-hyo                          | SBS Entertainment Award 2015 cùng Song Ji-hyo | Đoạt giải | Chưa công bố |

### Chương trình âm nhạc

#### Show! Music Core
| Năm  | Ngày | Bài hát                   |
| ---- | ---- | ------------------------- |
| 2014 | 7/6  | "Your scent" (với Jungin) |